# 維護版本
維護版本（也被稱作次要版本）是指一種不增加新功能或內容的產品發佈。舉例來說，在電腦軟體中，維護版本通常是解決一些次要的問題，例如修復程序错误或是保安問題。

## 次要版本號的範例
KDE在一次發佈中使用了不常使用的版本號"3.0.5a"，因為缺乏版本號可以使用。當時，KDE 3.1的開發工作已經開始，而版本協調者使用了像是3.0.5這樣的版本號，3.0.6則是KDE內部用於標記即將到來的3.1版的開發版本號。但在3.0.3釋出後，數個預料之外且重大的程序错误必須先行修復（從3.0.4開始），但因為3.0.5的版本號已經用掉了，卻又仍有程序错误需要修復，從而導致了版本號的衝突。較近期的KDE釋出週期已將開發中的版本標記為較大的修訂版本號（例如3.1.95）來避免這個問題。